# Takahashi Shunki
Takahashi Shunki (高橋 峻希 Takahashi Shunki, sinh ngày 4 tháng 5 năm 1990) là một cầu thủ bóng đá người Nhật Bản hiện tại thi đấu cho Vissel Kobe.

## Thống kê sự nghiệp

### Câu lạc bộ
Cập nhật đến ngày 23 tháng 2 năm 2017.
| Câu lạc bộ          | Mùa giải            | Giải vô địch | Giải vô địch | Cúp     | Cúp       | Cúp Liên đoàn | Cúp Liên đoàn | AFC     | AFC       | Tổng    | Tổng      |
| Câu lạc bộ          | Mùa giải            | Số trận      | Bàn thắng    | Số trận | Bàn thắng | Số trận       | Bàn thắng     | Số trận | Bàn thắng | Số trận | Bàn thắng |
| ------------------- | ------------------- | ------------ | ------------ | ------- | --------- | ------------- | ------------- | ------- | --------- | ------- | --------- |
| Urawa Red Diamonds  | 2008                | 0            | 0            | 0       | 0         | 3             | 0             | 0       | 0         | 3       | 0         |
| Urawa Red Diamonds  | 2009                | 12           | 1            | 0       | 0         | 5             | 0             | –       | –         | 17      | 1         |
| Urawa Red Diamonds  | 2010                | 14           | 0            | 4       | 0         | 2             | 0             | –       | –         | 20      | 0         |
| Urawa Red Diamonds  | 2011                | 27           | 0            | 1       | 0         | 4             | 0             | –       | –         | 32      | 0         |
| Urawa Red Diamonds  | 2012                | 0            | 0            | 0       | 0         | 5             | 1             | –       | –         | 5       | 1         |
| JEF United Chiba    | 2012                | 16           | 0            | 2       | 0         | –             | –             | –       | –         | 18      | 0         |
| JEF United Chiba    | 2013                | 34           | 1            | 1       | 1         | –             | –             | –       | –         | 35      | 2         |
| Vissel Kobe         | 2014                | 28           | 1            | 1       | 0         | 5             | 0             | –       | –         | 34      | 1         |
| Vissel Kobe         | 2015                | 27           | 4            | 3       | 0         | 10            | 0             | –       | –         | 40      | 4         |
| Vissel Kobe         | 2016                | 34           | 1            | 3       | 0         | 6             | 1             | –       | –         | 43      | 2         |
| Tổng cộng sự nghiệp | Tổng cộng sự nghiệp | 192          | 8            | 15      | 1         | 40            | 2             | 0       | 0         | 247     | 11        |

### Quốc tế
Tính đến 10 tháng 8 năm 2011
| Đội tuyển quốc gia | Năm | Số trận | Bàn thắng |
| ------------------ | --- | ------- | --------- |
| U-17 Nhật Bản      |     |         |           |
| 2006               | 4   | 0       |           |
| 2007               | 3   | 0       |           |
| Tổng               | 7   | 0       |           |
| U-20 Nhật Bản      |     |         |           |
| 2009               | 1   | 0       |           |
| Tổng               | 1   | 0       |           |
| U-22 Nhật Bản      |     |         |           |
| 2011               | 3   | 0       |           |
| Tổng               | 3   | 0       |           |

| Số lần ra sân và bàn thắng quốc tế | Số lần ra sân và bàn thắng quốc tế | Số lần ra sân và bàn thắng quốc tế        | Số lần ra sân và bàn thắng quốc tế | Số lần ra sân và bàn thắng quốc tế | Số lần ra sân và bàn thắng quốc tế | Số lần ra sân và bàn thắng quốc tế                      |
| #                                  | Ngày                               | Địa điểm                                  | Đối thủ                            | Kết quả                            | Bàn thắng                          | Giải đấu                                                |
| 2006                               | 2006                               | 2006                                      | 2006                               | 2006                               | 2006                               | 2006                                                    |
| ---------------------------------- | ---------------------------------- | ----------------------------------------- | ---------------------------------- | ---------------------------------- | ---------------------------------- | ------------------------------------------------------- |
|                                    | 3 tháng 9                          | Sân vận động Jalan Besar, Jalan Besar     | Nepal U-16                         | 6–0                                | 0                                  | Giải vô địch bóng đá U-17 châu Á 2006 / Nhật Bản U-16   |
|                                    | 7 tháng 9                          | Sân vận động Jalan Besar, Jalan Besar     | Hàn Quốc U-16                      | 3–2                                | 0                                  | Giải vô địch bóng đá U-17 châu Á 2006 / Nhật Bản U-16   |
|                                    | 11 tháng 9                         | Sân vận động Jalan Besar, Jalan Besar     | Iran U-16                          | 1–1                                | 0                                  | Giải vô địch bóng đá U-17 châu Á 2006 / Nhật Bản U-16   |
|                                    | 17 tháng 9                         | Sân vận động Jalan Besar, Jalan Besar     | North Korea U-16                   | 4–2                                | 0                                  | Giải vô địch bóng đá U-17 châu Á 2006 / Nhật Bản U-16   |
| 2007                               |                                    |                                           |                                    |                                    |                                    |                                                         |
|                                    | 19 tháng 8                         | Sân vận động bóng đá Gwangyang, Gwangyang | Haiti U17                          | 3–1                                | 0                                  | Giải vô địch bóng đá U-17 thế giới 2007 / U-17 Nhật Bản |
|                                    | 22 tháng 8                         | Sân vận động bóng đá Gwangyang, Gwangyang | Nigeria U17                        | 0–3                                | 0                                  | Giải vô địch bóng đá U-17 thế giới 2007 / U-17 Nhật Bản |
|                                    | 25 tháng 8                         | Sân vận động Goyang, Goyang               | U-17 Pháp                          | 1–2                                | 0                                  | Giải vô địch bóng đá U-17 thế giới 2007 / U-17 Nhật Bản |
| 2009                               |                                    |                                           |                                    |                                    |                                    |                                                         |
|                                    | 19 tháng 12                        | Trung tâm bóng đá Changwon, Changwon      | U-20 Hàn Quốc                      | 2–1                                | 0                                  | Giao hữu / U-20 Nhật Bản                                |
| 2011                               |                                    |                                           |                                    |                                    |                                    |                                                         |
|                                    | 9 tháng 2                          | Sân vận động Mohammed Al-Hamad, Hawalli   | Kuwait                             | 0–3                                | 0                                  | Giao hữu / U-22 Nhật Bản                                |
|                                    | 12 tháng 2                         | Sân vận động Quốc gia Bahrain, Manama     | U-22 Bahrain                       | 2–0                                | 0                                  | Giao hữu / U-22 Nhật Bản                                |
|                                    | 10 tháng 8                         | Sapporo Dome, Sapporo                     | U-22 Ai Cập                        | 2–1                                | 0                                  | Giao hữu / U-22 Nhật Bản                                |

## Giải thưởng và danh hiệu

### Nhật Bản
- Giải vô địch bóng đá U-17 châu Á: 2006